# Dethard Horst
Dethard Horst (auch: Horstius, zu Horst; * 10. August 1548 in Norden (Ostfriesland); † 1. Februar 1618 in Wittenberg) war ein deutscher Rechtswissenschaftler.

## Leben und Wirken
Horst war der Sohn des Stadtschreibers Johann zur Horst und dessen Frau Geschke (geb. Krüger). Er besuchte die Schulen in Emden und Gröningen und studierte an den Universitäten Löwen und Köln. An der Universität Marburg promovierte er 1574 zum Doktor der Rechtswissenschaften. 1576 erhielt er einen Ruf auf eine Rechtsprofessur an der Universität Helmstedt. In den Jahren 1579/80 und 1587/88 war er Prorektor der Universität und insgesamt viermal Fakultätsdekan. Am 2. März 1592 wurde er entlassen, weil er sich einer von Heinrich Julius von Braunschweig-Wolfenbüttel angeordneten Visitation der Helmstedter Hochschule widersetzte.
Er ging nach Wittenberg, wo er als Privatmann eine Rechtspraxis betrieb. In jener Zeit engagierte er sich vor allem in Staatsgeschäften am kaiserlichen Hof in Prag. 1605 wurde er dort kaiserlicher Rat und vor seinem Tod von Kaiser Rudolf II. zum Pfalzgraf ernannt.
Horst war ein Verfechter der wissenschaftlichen Methode des Ramismus. Als Spezialist für Römisches Recht genoss er zeitgenössisches Ansehen. Seine 1579 veröffentlichte Schrift „Tribonianea Jurisprudentia“ war das erste in der Stadt Helmstedt gedruckte Buch. Er stellte darin eine neuartige privatrechtliche Systematik vor, die zu den frühesten Ausprägungen der ramistischen Methode in den Rechtswissenschaften gezählt wird.

## Familie
Horst hatte im Januar 1577 Barbara von dem Brocke († 1584), die Tochter des Heinrich von dem Brocke und dessen Frau Catharina von Wesenbeck, geheiratet. Aus der Ehe sind 6 Kinder hervorgegangen, von denen 3 vor dem Vater verstarben. Bekannt sind die Juristen Julius Johann und Heinrich, sowie Dethard, welcher Pfarrer in Doberschitz wurde. 1585 heiratet er ein zweites Mal Bengine Gentzel von Berneck (* 24. Mai 1552; † 23. März 1604 in Wittenberg), die Tochter des Andreas Gentzel von Berneck und dessen Frau Ottilia Luttheroth (Lutherot).

## Werkauswahl
- Oratio dilucide et nove quodam modo explicans vetustam ac varie agitatam quaedstionem, an iurisprudentia sit ars. Ross, Magdeburg 1576. (Digitalisat)
- Synopsis Thesium sive axiomatum iuris, ad primam partem Pandectarum seu digestorum, iuris civilis Romani. 3 Bände. Lucius, Helmstedt 1583. (Digitalisat Band 1), (Band 2), (Band 3)
- Tribonianea Iurisprudentia, cum eiusdem Disputatione de Iure Feud. Lucius, Helmstedt 1579. (Digitalisat)
- Disputatio de Jure Feudali. Marburg 1579